# 위니아에이드
주식회사 위니아에이드는 대한민국의 가전제품 수리 대행업체로, 광주광역시 광산구 소촌로123번길 40-11에 본사를 두고 있다.

## 역사 및 현황
2015년 1월 26일 ㈜위니아에서 분할되어 신설되었다.

## 내용주
1. ↑  주관사를 신한금융투자로 공모가 16,200원에 코스닥 시장에 상장